# 札幌第一観光バス
札幌第一観光バス株式会社（さっぽろだいいちかんこうバス）は、北海道札幌市豊平区に本社を置きバス事業などを行う北海道中央バス（中央バス）グループの企業である。

## 歴史
1978年（昭和53年）より、同じく中央バスグループのニセコバスが札幌市に貸切バス専門の営業所を開設したが、約1年で廃止。その営業権を譲り受けて設立されたバス会社である。
当初は中央バスと共同で受注していたが、その後は独自に旅行業者との契約を行うなど自社営業活動に移行している。北海道内において貸切バス需要が少なくなる冬期は札幌市内や近郊のバス路線の除雪業務も行う。
1993年（平成5年）には乗合バス事業に進出。当別町に当別営業所を開設し、中央バスより当江線（当別 - 江別）、青山線（当別 - 青山・道民の森）の移管を順次受け営業を開始した。以後、中央バス路線の運行受託や、定期観光バスやスキーバスの運行などで事業の拡大を図っている。

### 年表
- 1979年（昭和54年）4月3日 ニセコバスより札幌圏の貸切営業権の譲渡を受け設立[3]。
- 1982年（昭和57年）4月1日 中央バスとの共同受注を取り止め、自社営業活動を開始[1]。

- 1993年（平成5年）

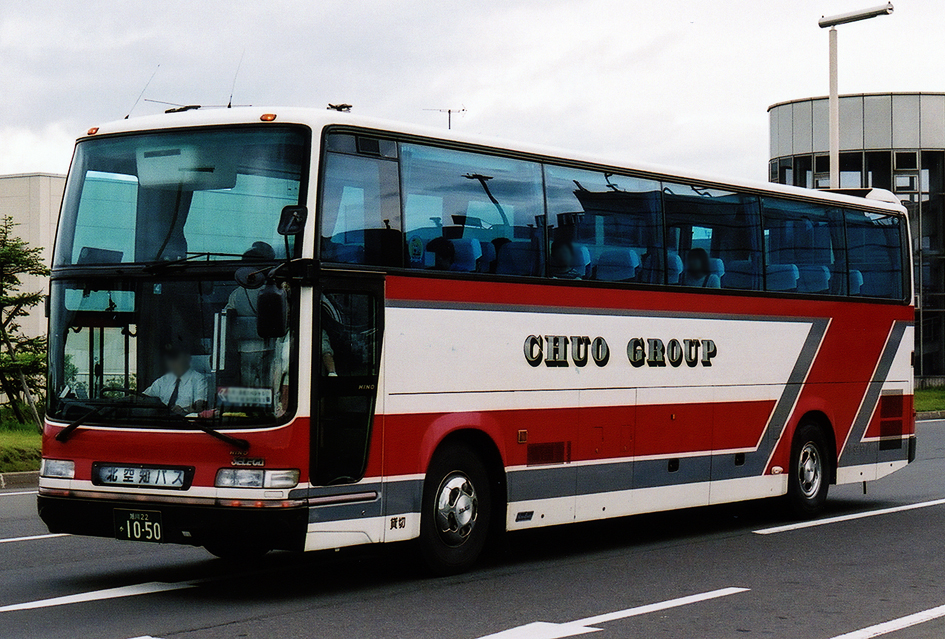
元・道新サービスセンター、虹観光バスの車両。塗装や仕様に若干の違いがある

  - 11月18日 中央バスが道新サービスセンターの貸切バス事業（1970年5月開始[4]）の譲渡（4台）を受け、虹観光バスを設立。代表者は当社代表が兼任、本社を当社内に設置。翌年4月1日営業開始[5]（1996年に北空知バスに事業譲渡）。
  - 12月 一般乗合旅客自動車運送事業認可取得、当別営業所を開設[2]。
  - 12月15日 当江線の運行を開始[2]。
- 1994年（平成6年）4月1日 青山線の運行を開始[2]。
- 2003年（平成15年）4月1日
  - 青山線を廃止、当別町へ譲渡[注 1]。当別営業所を閉鎖。
  - 江別営業所を設置し中央バス江別営業所管轄路線の運行を受託。
- 2004年（平成16年）4月1日 中央観光バスを吸収合併[6]。
- 2006年（平成18年）4月1日 当江線を廃止、当別町へ譲渡[注 1]。
- 2007年（平成19年）4月1日 千歳営業所を設置し中央バス千歳営業所管轄路線の運行を受託。
- 2009年（平成21年）4月1日 中央バス新千歳空港連絡バスのうち月寒営業所管轄路線の運行を受託。

## 事業所
本社・本社営業所
北海道札幌市豊平区月寒東1条19丁目3-50
江別営業所
北海道江別市向ケ丘13-8
千歳営業所
北海道千歳市青葉2丁目4-3
新千歳空港案内所
北海道千歳市美々 新千歳空港ターミナルビル（中央バス新千歳空港案内所）
当別営業所（廃止）
北海道石狩郡当別町樺戸町117
- 路線バス事業を開始する際に、当別町下川通118の中央バス江別営業所当別ターミナルに併設して1993年（平成5年）に開設された。当別ターミナル閉鎖により2002年（平成14年）5月1日に移転。青山線廃止による規模縮小で同年度末をもって廃止され、当江線は入れ替わりで開設された江別営業所の管轄となった。

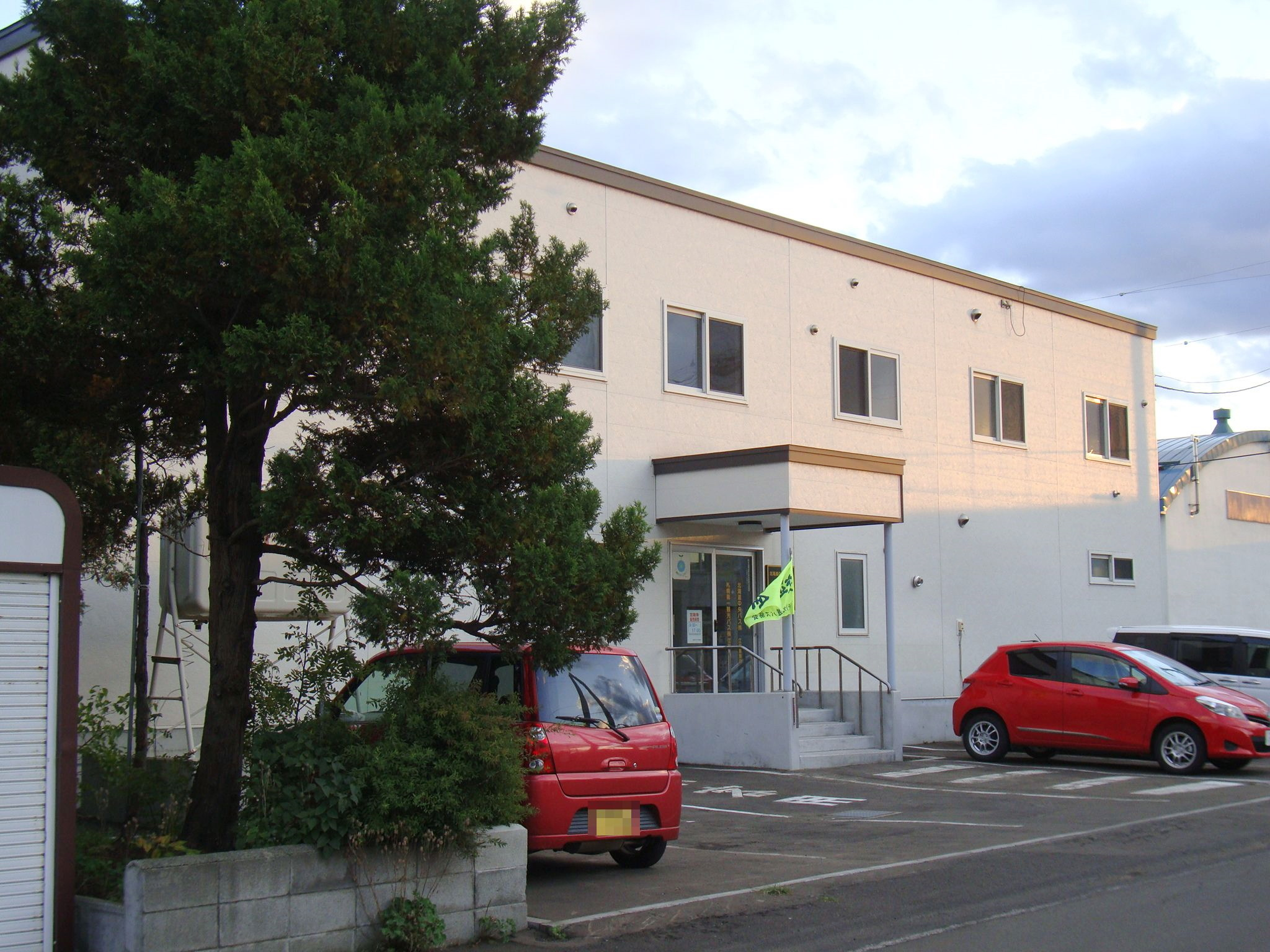
江別営業所
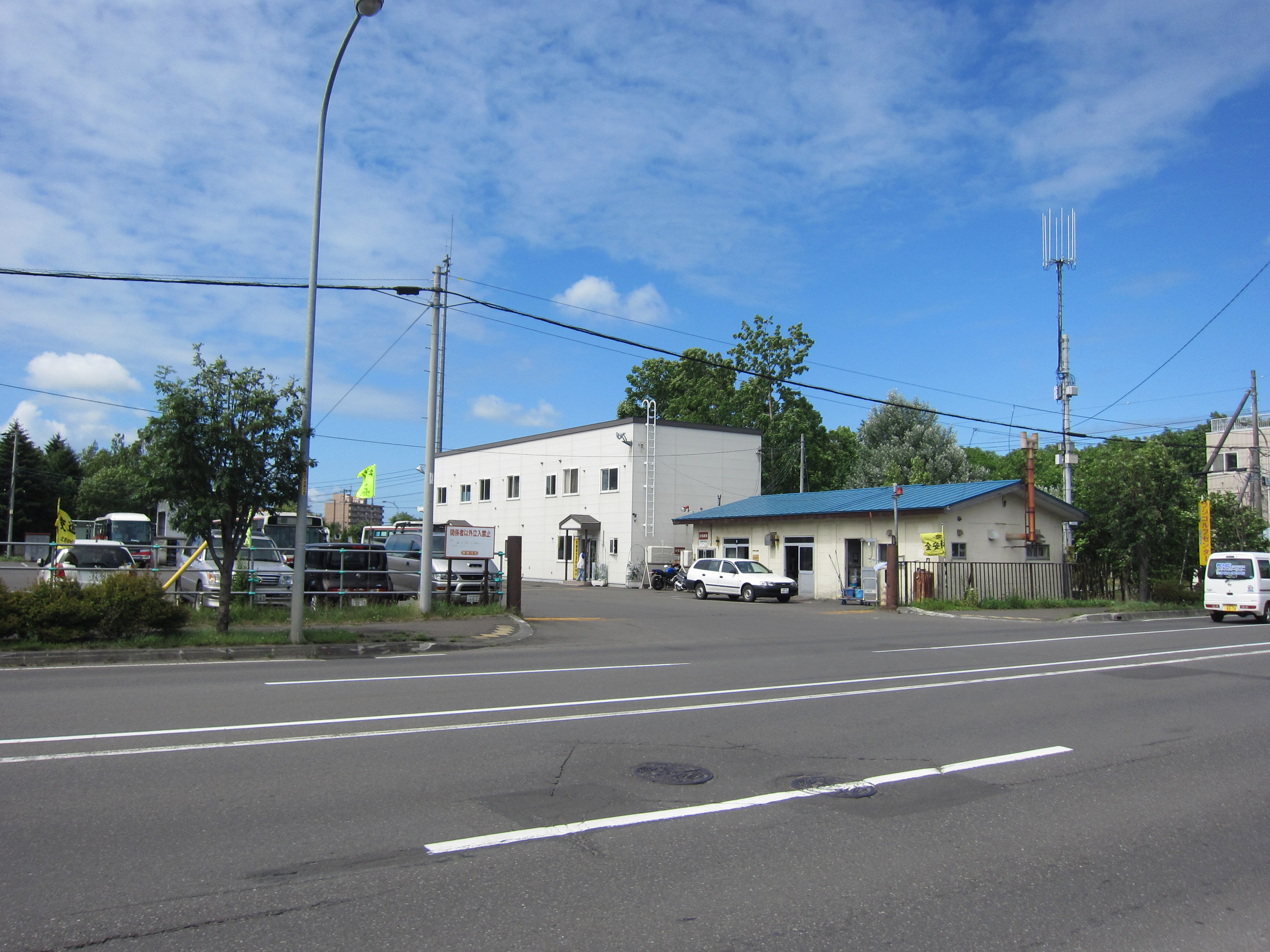
千歳営業所

## 路線バス
路線バス車両は2017年（平成29年）3月31日現在で6台登録されている。
定期観光バス・スキーバスの予約受付等は中央バスで取り扱い、運行コースに「札幌第一観光バス車両で運行」と注記が付される。
札幌国際スキー場線（冬期運行）
- 京王プラザホテル札幌・札幌駅北口（往路）/南口（復路）・札幌東急REIホテル（すすきの）・真駒内駅・定山渓湯の町 - 札幌国際スキー場（じょうてつと共同運行）[9]

札幌・ニセコ号（冬期運行）
- 札幌駅北口（往路）/南口（復路）・札幌プリンスホテル・真駒内駅・定山渓温泉ホテルミリオーネ - ニセコ（ニセコひらふ・ニセコビレッジ・ニセコアンヌプリ・いこいの湯宿いろは等）[10]
  - 往復割引やスキーバス向けバスパックは、往路・復路いずれかが千歳・ニセコ号（新千歳空港 - ニセコ、ニセコバス運行）乗車の場合も適用となるほか、一部バスパックは高速ニセコ号（札樽道経由、中央バス運行）にも乗車可能[10]。

管理の受委託等
中央バスより受託する車両は61台で、すべて中央バスの路線・車両として運行される。当江線と青山線は廃止代替バス（21条バス）として当別町名義・札幌第一観光バス車両で運行されていた。

## 貸切バス
貸切バス車両は18台登録されており、事業は通常は札幌運輸支局管内、室蘭運輸支局管内のうち苫小牧市、勇払郡、白老郡、伊達市での発着が認められているが、貸切バス事業者安全性評価認定制度による優良事業者に限定した営業区域の弾力的な運用の特例で、2025年（令和7年）4月1日現在北海道全域となっている。
塗装は多くが中央バスグループで共通化されており、側面に「CHUO GROUP」または「DAIICHI KANKO」と書かれる。スーパーハイデッカー車には中央バス高速車共通塗装、花柄塗装、旅行会社専用塗装、サンプルカラーをベースとした独自塗装などが存在する。中央バスより移管を受けた札幌西武 - 駐車場間の送迎バスは西武指定塗装となっていた。

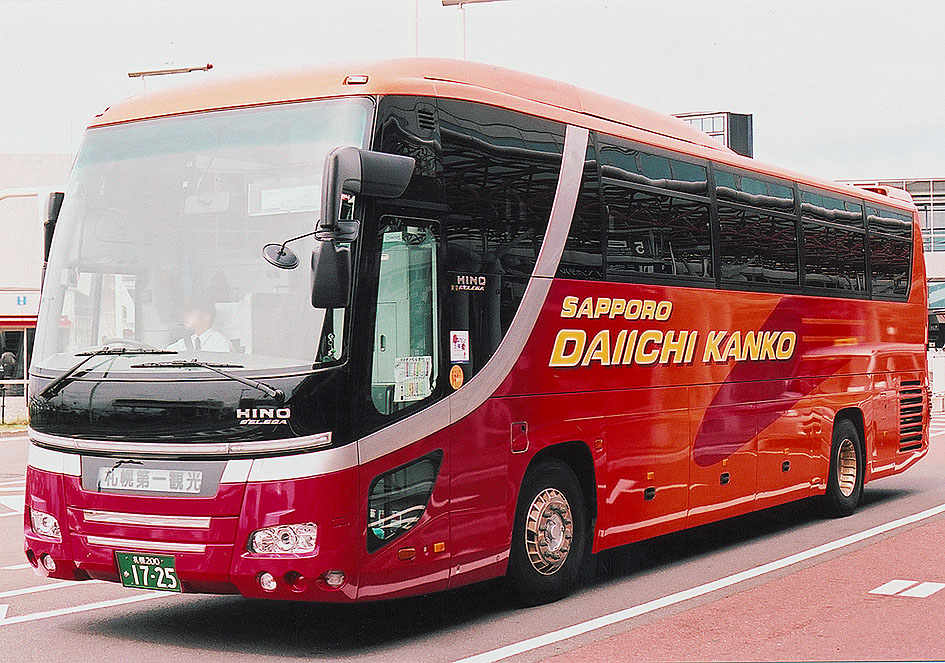
独自塗装車（日野・2代目セレガSHD）
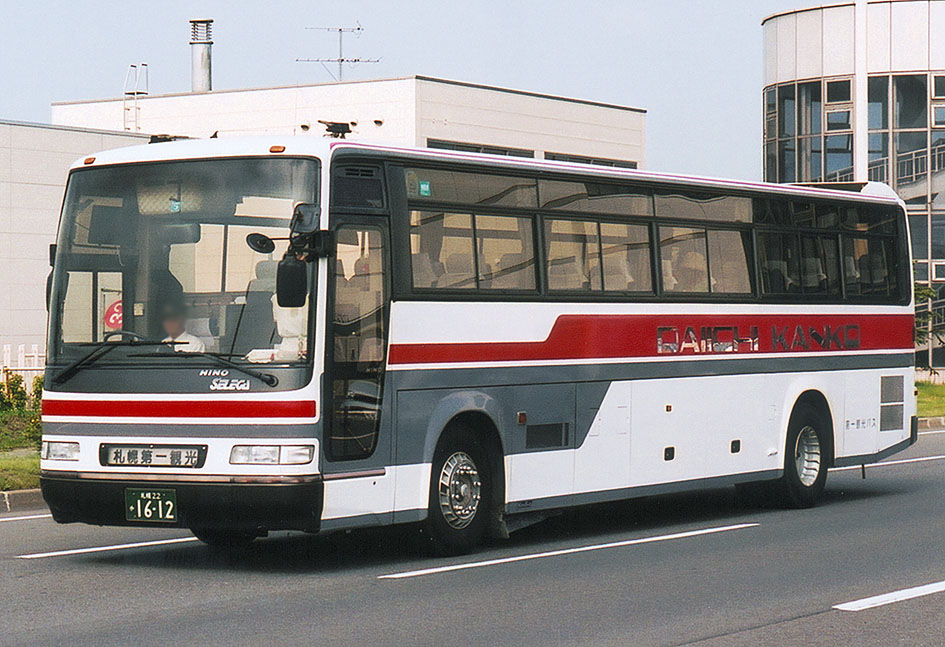
中央バス「ハイデッカーカラー」車（日野・セレガFD）
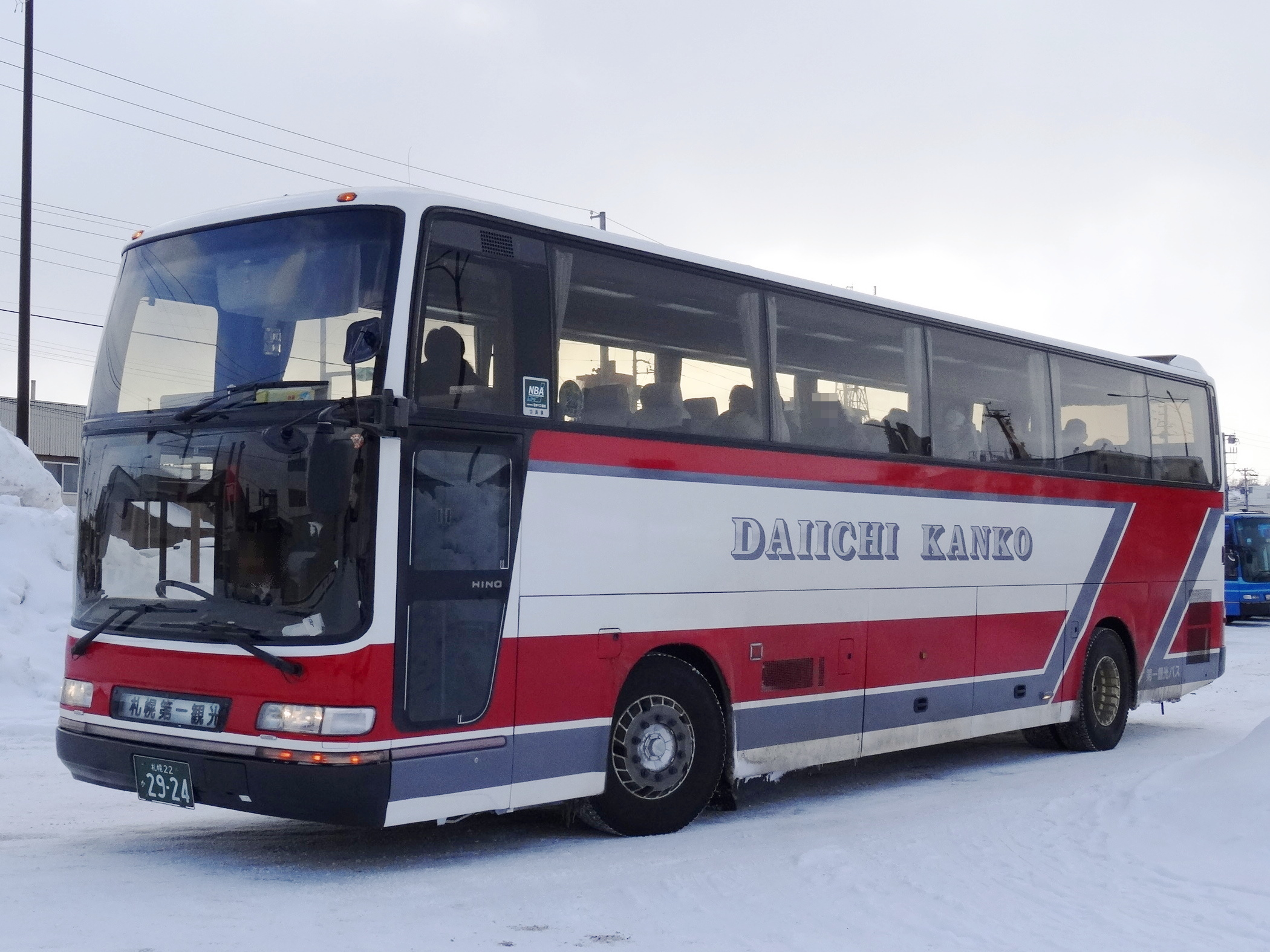
中央バス「高速カラー」車（日野・セレガGJ）
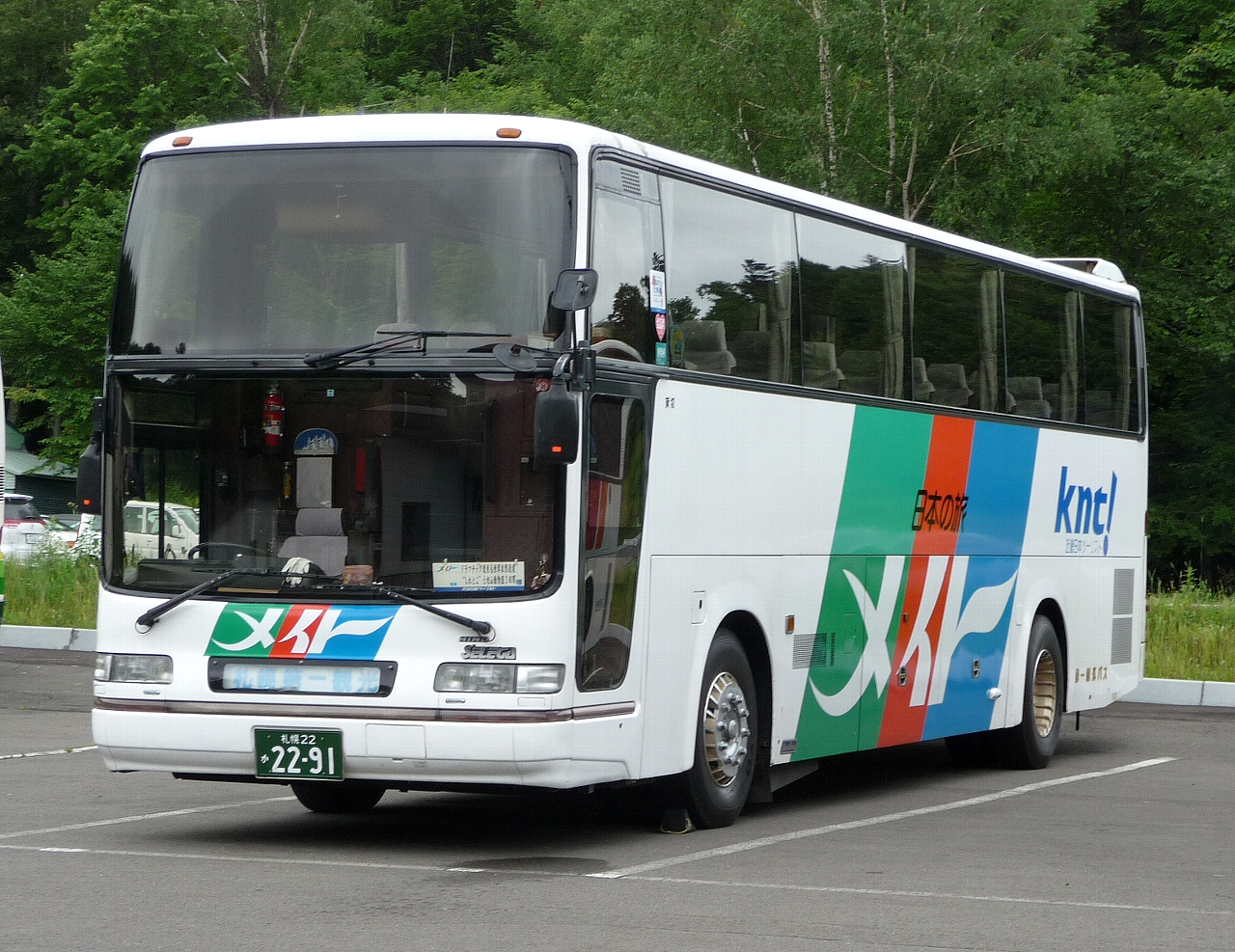
近畿日本ツーリスト専用車（日野・セレガGJ）
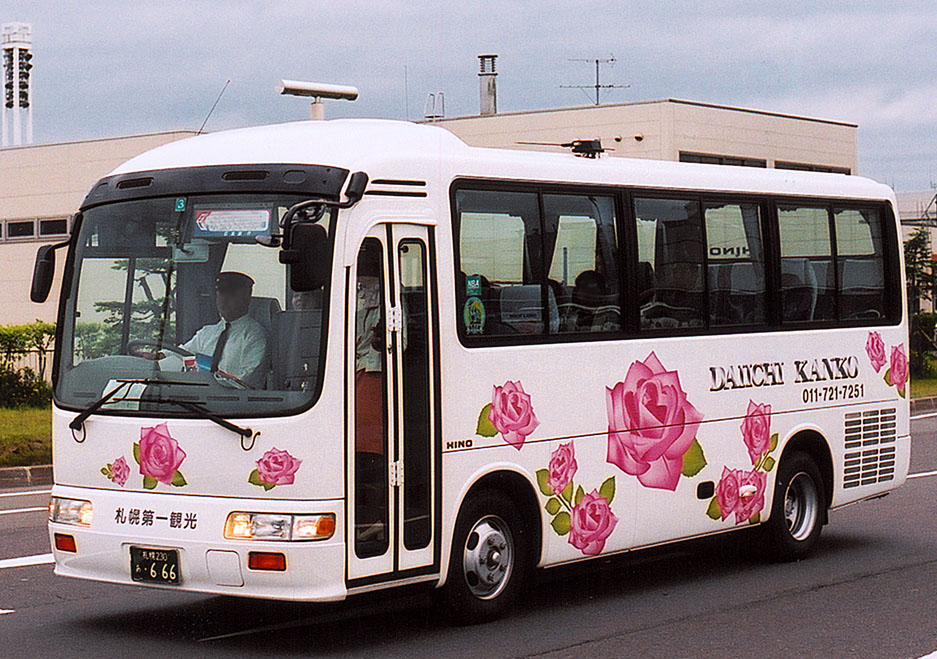
花柄塗装車（日野・リエッセ）
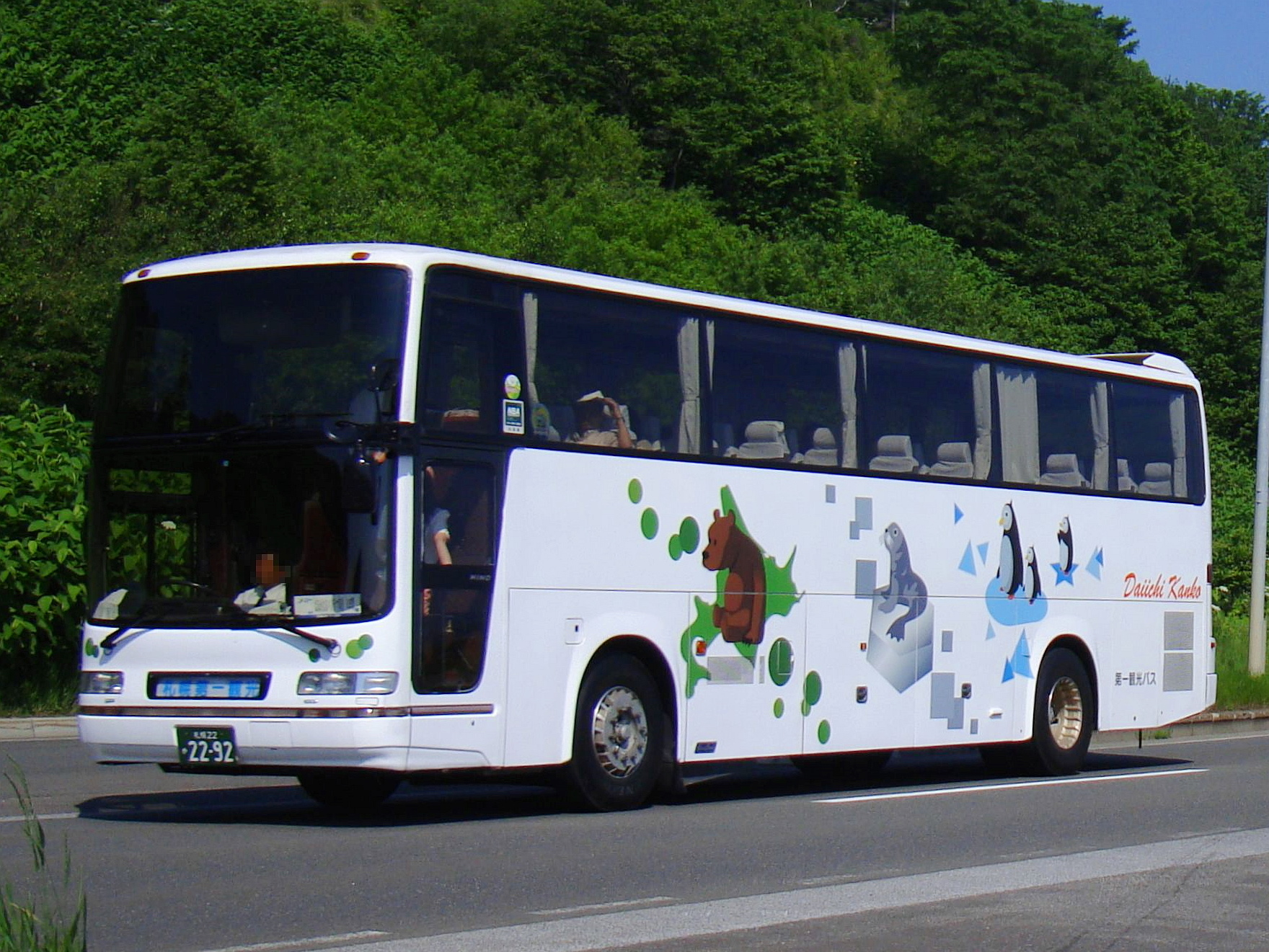
動物塗装車（日野・セレガGJ）
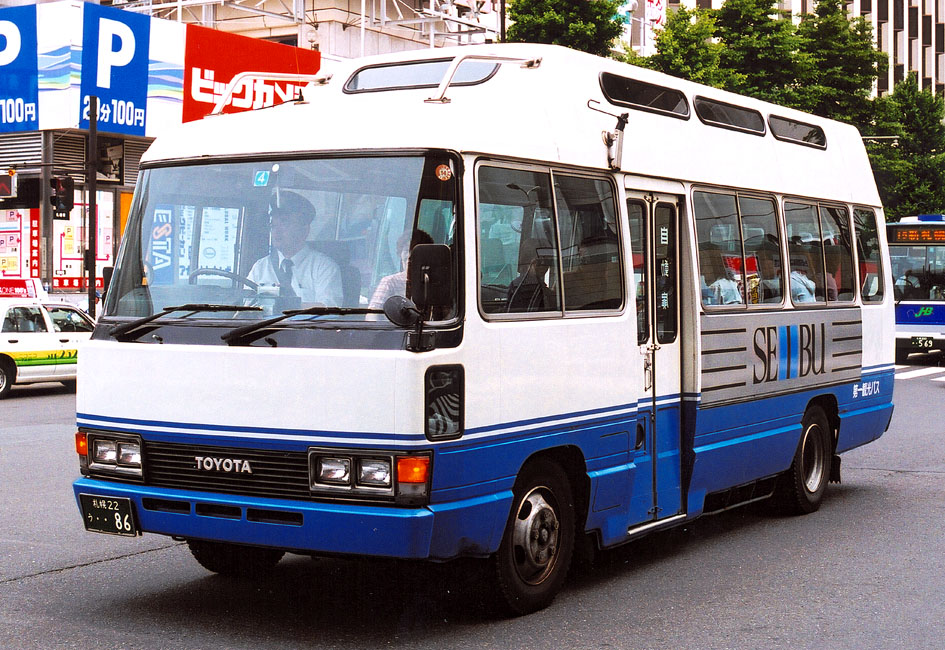
札幌西武 - 駐車場間の送迎バス（トヨタ・コースター）

## 中央観光バス
2000年（平成12年）1月24日に設立された、中央バス100 %出資の貸切バス事業者であった。バス事業規制緩和を主因とする競争激化に対応するため、グループ会社の再編成の一環として札幌第一観光バスを存続会社とする吸収合併が2004年（平成16年）4月1日に行われた。
合併直前の概要
- 本社・営業所 - 北海道札幌市豊平区月寒東1条19丁目3番50号
- 資本金 - 1億4千万円
- 従業員数 - 105名
- 所有台数 - 75台

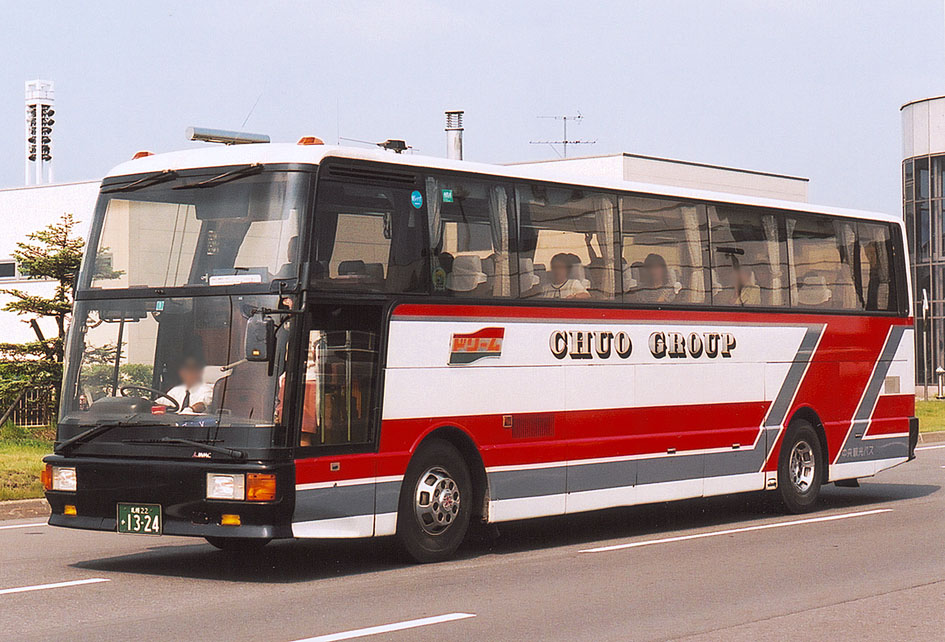
中央バスグループ共通塗装車（三菱ふそう・エアロクィーンK）
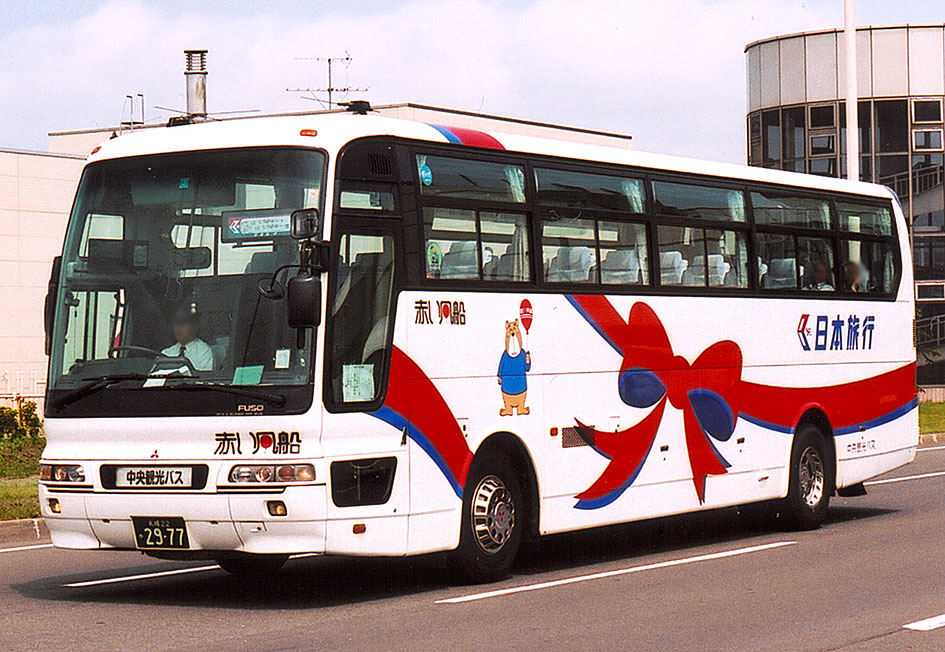
日本旅行専用貸切車（三菱ふそう・エアロクィーンI）
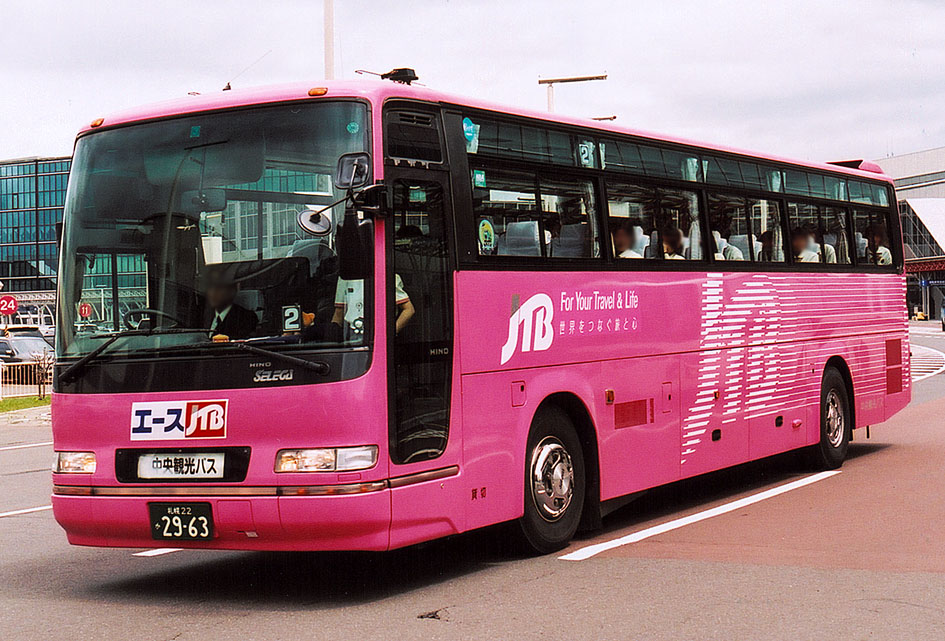
JTB専用貸切車（日野・セレガFD）